# Thunerseespiele
Die Thunerseespiele sind eine seit 2003 alljährlich in Thun (Kanton Bern, Schweiz) stattfindende Musicalveranstaltung.

## Aufführungen
Die Thunerseespiele finden alljährlich von Mitte Juli bis Ende August statt. Spielort ist die Seebühne, die beim Lachenareal (in der Nähe des Lachenstadions) jeweils im Thunersee errichtet und nach der Veranstaltung wieder abgebaut wird. Organisatorin des Anlasses, der jedes Jahr rund 75'000 Zuschauer an 28 Spieltagen verzeichnet, ist die Thunerseespiele AG (Eigenschreibweise thunerSeespiele AG).

## Geschichte
Im Sommer 1999 besuchten die beiden Initianten der Thunerseespiele AG Andreas Stucki und Ueli Bichsel die Bregenzer Festspiele und liessen sich von der dortigen Musicalproduktion inspirieren. Sie waren überzeugt, dass der Thunersee, die Berner Oberländer Bergwelt und das Ambiente in Thun ebenso gute Voraussetzungen bieten, um Musicals erfolgreich aufzuführen. Seit 2003 werden auf der temporären Seebühne (Eigenwerbung «schönste Seebühne Europas») jährlich Musicalproduktionen vor dem UNESCO-geschützten Alpenpanorama von Eiger, Mönch und Jungfrau präsentiert. In den Jahren 2020 und 2021 fanden aufgrund der COVID-19-Pandemie keine Aufführungen statt. Das für diese Jahre vorgesehene Werk Io senza te soll stattdessen im Jahr 2022 präsentiert werden.
Nebst Musical-Klassikern wie Evita – Das Musical oder West Side Story präsentieren die Thunerseespiele auch Eigenproduktionen (2010 Dällebach Kari – Das Musical, 2011 Gotthelf – Das Musical, 2013 Der Besuch der alten Dame – Das Musical).

## Eigenproduktionen

### Dällebach Kari – Das Musical, 2010
Die tragische und zugleich komische Figur des Dällebach Kari ist in der Schweiz eine Legende. Die unmögliche Liebesgeschichte eines Aussenseiters bewegt die Menschen immer wieder und bietet so die perfekte Vorlage für ein emotionales Musical. Wegen seiner Hasenscharte und dem damit verbundenen Sprechfehler wurde Kari bereits zu Schulzeiten ausgegrenzt. Später kämpft er dann mit beissendem Witz um Anerkennung und eröffnet 1900 einen eigenen Coiffeur-Salon in der Berner Neuengasse. Plötzlich scheint ihm das Glück hold: Eine Tochter aus gutem Hause, Annemarie, verliebt sich in ihn. Doch ihre Liebe ist zum Scheitern verurteilt; Annemaries Eltern verbieten die Beziehung. In der Folge verfällt Kari immer mehr dem Alkohol und wird dank seinen Geschichten und Anekdoten zum stadtbekannten Original. Schliesslich erkrankt er an Krebs. Am Abend des 31. Juli 1931 stürzt sich Kari von der Berner Kornhausbrücke in den Tod. Doch auch nach seinem Tod lebt er als Legende fort.
Mit diversen erfolgreichen Theaterinszenierungen, dem Film von Kurt Früh von 1970 und dem Lied von Mani Matter wurde Dällebach Kari zum berühmtesten Coiffeur der Schweiz. Gemeinsam mit der Autorin Katja Früh und dem Komponisten Moritz Schneider entwickelte der Heimatland Verlag (Teil der Thunerseespiele Management AG) eine neue Fassung der Geschichte für die Thunerseespiele, die im Jahr 2010 uraufgeführt wurde.
Im Jahr 2011 wurde Dällebach Kari – Das Musical ebenfalls in Zürich und 2012 in Bern aufgeführt. Der ausführende Produzent der Produktion war Philip Delaquis, Produzenten waren Ueli Schmocker und Res Stucki.

### Gotthelf – Das Musical, 2011
Die Käserei in der Vehfreude von Jeremias Gotthelf (1797–1854), die als Grundlage für das Musical diente, ist vor allem eine Liebesgeschichte nach dem uralten Märchenschema von Aschenbrödel. Welche Hindernisse muss Änneli, das ehemalige Verdingkind, überwinden, bis es schliesslich mit Ammanns Felix, dem umschwärmtesten Junggesellen des Dorfes, glücklich werden kann? Aber die Geschichte der neumodischen Käserei, die im Bauerndorf Vehfreude für Durcheinander und Aufregung sorgt, ist auch ein Lehrstück über die Art und Weise, wie in der Schweiz damals wie heute Politik gemacht wird, wie die grossen Worte und die kleinen Egoismen nie ganz zusammenpassen wollen. Und nicht zuletzt enthält die Geschichte, wie so oft bei Gotthelf, auch eine ganze Menge Komik. Denn Jeremias Gotthelf hat die Regel sehr gut verstanden, die heute noch genauso gilt: Wer die Menschen nicht zum Lächeln bringt, kann auch ihre Herzen nicht berühren.
Der Heimatland Verlag nahm die Gelegenheit war, aus der Geschichte Käserei in der Vehfreude ein Musical für die Thunerseespiele zu entwickeln – vor allem, weil nebst dem Autor Charles Lewinsky mit dem Komponisten Markus Schönholzer und dem Regisseur Stefan Huber zwei weitere erfahrene Profis der Schweizer Theaterszene mit dabei waren.
Der ausführende Produzent der Produktion war Philip Delaquis.

### Der Besuch der alten Dame – Das Musical, 2013
Das Schweizer Musical Der Besuch der alten Dame – Das Musical hatte am 16. Juli 2013 in Thun seine Welturaufführung.
Der Stoff dazu stammt wiederum aus dem Bernbiet und ist seit 55 Jahren weltweit erfolgreich. Das Werk Der Besuch der alten Dame von Friedrich Dürrenmatt (1921–1990) wurde u. a. mit Ingrid Bergman und Anthony Quinn in den Hauptrollen verfilmt. Diese ebenso beissende wie unterhaltsame Kritik an (nicht nur) schweizerischem Kleinstadtgeist hatte 1956 als Theaterstück in Zürich Premiere und hat seither einen Siegeszug durch die ganze Welt angetreten.
In diesem von Dürrenmatt als «Komödie der Hochkonjunktur» bezeichneten Theaterstück kehrt die Multimillionärin Claire Zachanassian nach 45 Jahren in ihre Heimatstadt Güllen zurück, die sie einst arm und ehrlos verlassen musste. Durch neun Ehen reich geworden, bietet sie der Dorfbevölkerung eine Milliarde an, wenn im Gegenzug ihr damaliger Liebhaber Alfred Ill getötet wird. Dieses unmoralische Angebot wird zunächst entrüstet abgelehnt, insgeheim beginnt aber jeder, mit der versprochenen Summe zu rechnen und zu geschäften. Ill will zunächst aus Güllen fliehen, liefert sich aber schliesslich der Dorfbevölkerung aus.
Ausführende Produzenten der Produktion waren Philip Delaquis mit Markus Dinhobl und ab Frühling Res Stucki, Ueli Schmocker und Elsbeth Jungi.
Nach der Thuner Aufführung von Der Besuch der alten Dame – Das Musical wurde die Produktion im Februar 2014 im Theater Ronacher der Vereinigten Bühnen Wien und in ausverkauften Theatern in Japan gespielt. Der Besuch der alten Dame – Das Musical ist die erste Schweizer Musicalproduktion, die international aufgeführt wurde. Die Thuner Produktion erhielt im Herbst 2014 ausserdem sieben Publikumspreise und war somit das beliebteste Musical der Saison 2014.

## Spielplan
| Jahr | Musical                                 |
| ---- | --------------------------------------- |
| 2003 | Evita                                   |
| 2004 | Anatevka (Fiddler On the Roof)          |
| 2005 | Miss Saigon                             |
| 2006 | Elisabeth                               |
| 2007 | Les Misérables                          |
| 2008 | West Side Story                         |
| 2009 | Jesus Christ Superstar                  |
| 2010 | Dällebach Kari – Das Musical            |
| 2011 | Gotthelf – Das Musical                  |
| 2012 | Titanic – Das Musical                   |
| 2013 | Der Besuch der alten Dame – Das Musical |
| 2014 | Aida                                    |
| 2015 | Romeo und Julia                         |
| 2016 | Sugar – Manche mögen’s heiss            |
| 2017 | Cats                                    |
| 2018 | Mamma Mia                               |
| 2019 | Ich war noch niemals in New York        |
| 2020 | „IO SENZA TE“ auf 2022 verschoben       |
| 2022 | io senza te                             |
| 2023 | Dällebach Kari – Das Musical            |
| 2024 | Mary Poppins                            |
| 2025 | Der Glöckner von Notre Dame             |
| 2026 | Grease                                  |